# James Howard McGrath
Pour les articles homonymes, voir McGrath.
James Howard McGrath, né le 28 novembre 1903 à Woonsocket (Rhode Island) et mort le 2 septembre 1966 à Narragansett (Rhode Island), est un juriste et un homme politique américain. 

## Biographie
Membre du Parti démocrate, il est gouverneur de Rhode Island entre 1941 et 1945, sénateur du même État entre 1947 et 1949 puis procureur général des États-Unis entre 1949 et 1952 dans l'administration du président Harry S. Truman.